# Motsameta
Motsameta (georgisch მოწამეთას მონასტერი) ist eine Klosteranlage im Westen Georgiens, unweit der Stadt Kutaissi. Das Kloster spielt im Volksglauben eine große Rolle, liegt aber von der Bekanntheitsgrad im Schatten des benachbarten Weltkulturerbe der UNESCO Kloster Gelati. Der Name bedeutet in etwa „Ort der Märtyrer“.

## Lage
Das Kloster liegt auf einem Klippenvorsprung sechs Kilometer nordöstlich vom Zentrum Kutaissis über dem Zkalzitela-Fluss. Es ist nur über einen Fußweg, der für Fahrzeuge geöffnet werden kann, erreichbar. Der Ort hatte früh eine strategische Bedeutung, so dass hier bereits vor dem Kloster Verteidigungsanlagen sich befanden.

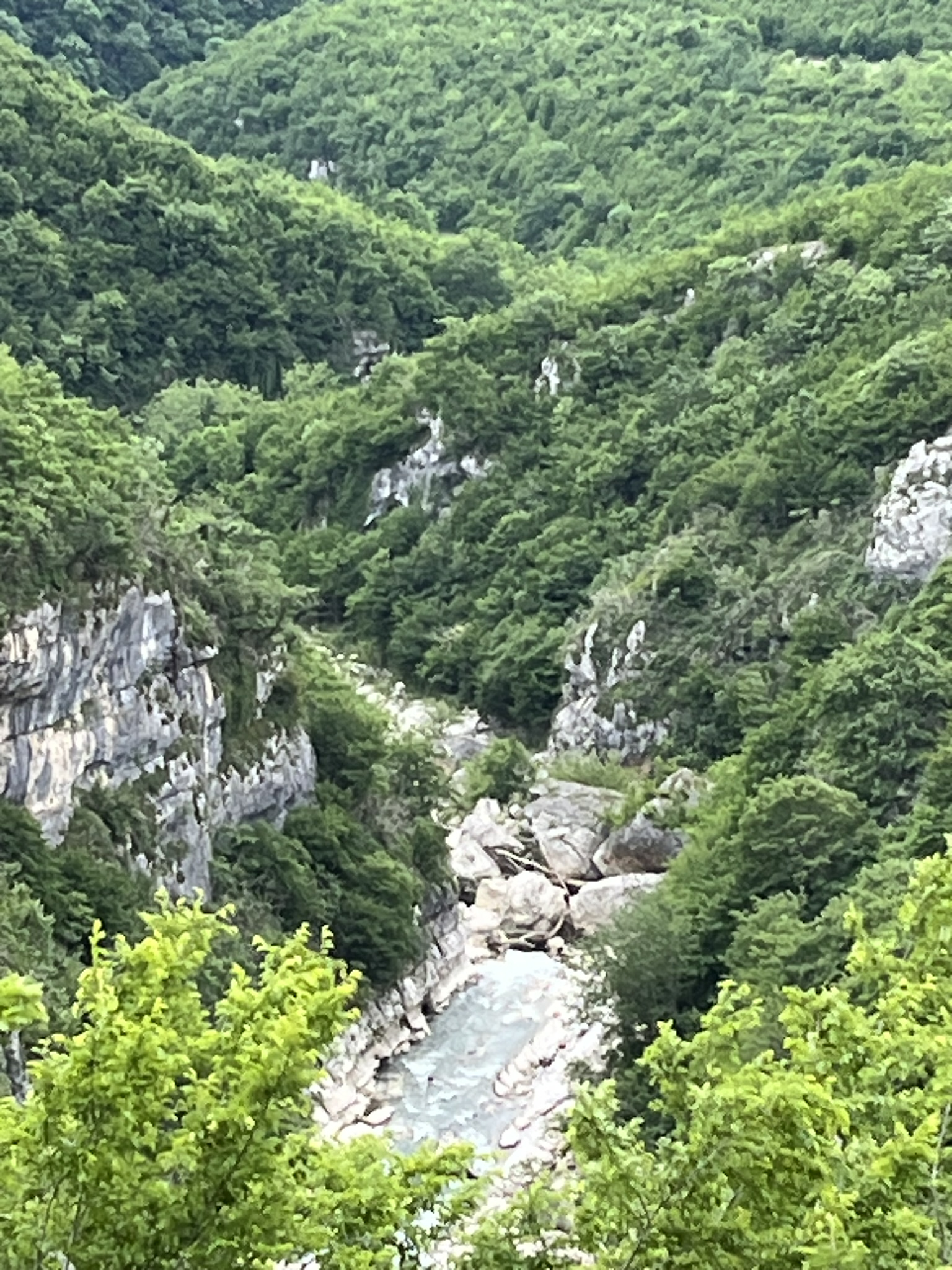
Tal des Zkalzitela-Flusses vom Kloster Mozameta gesehen
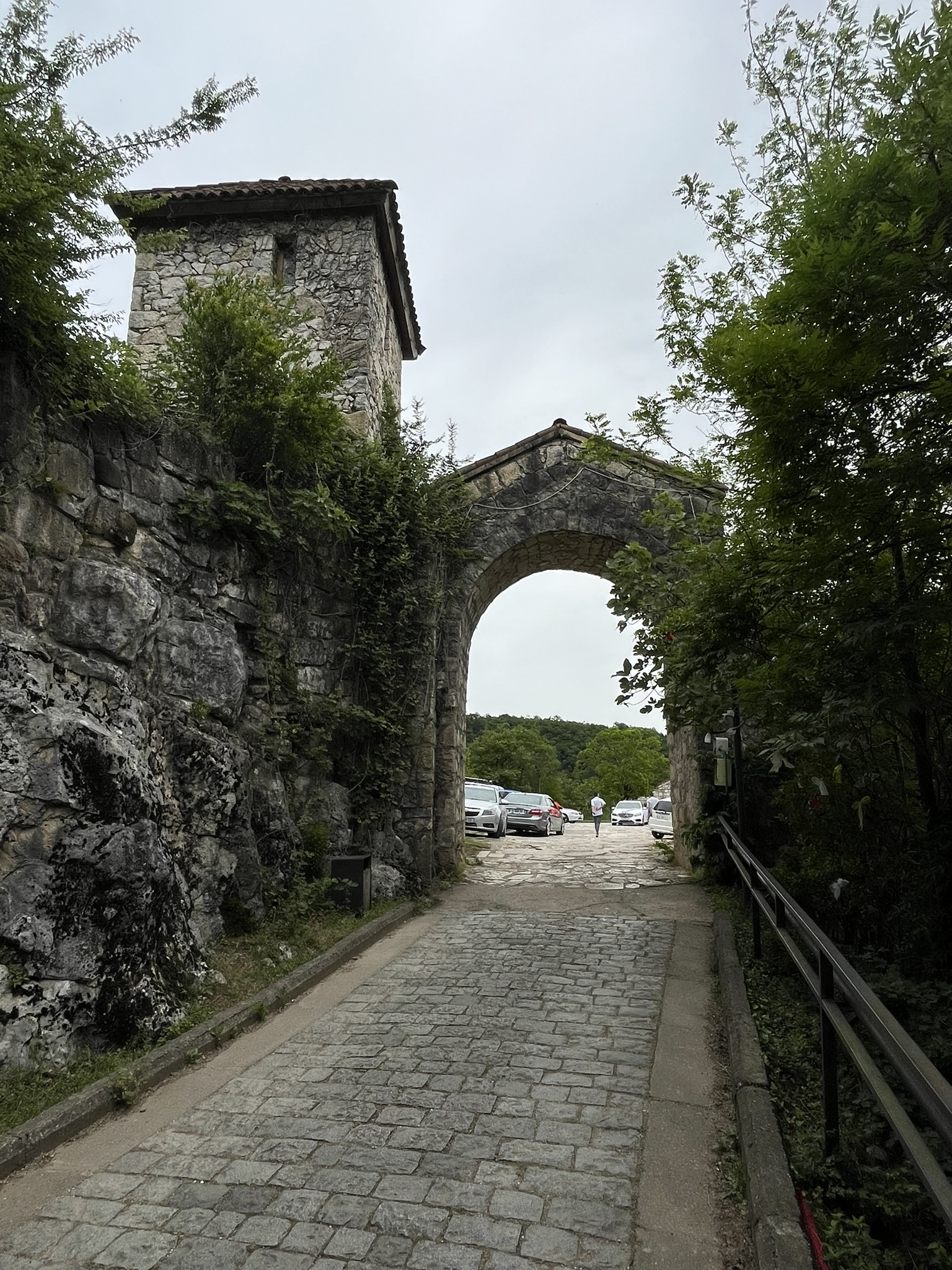
Eingang zum Kloster
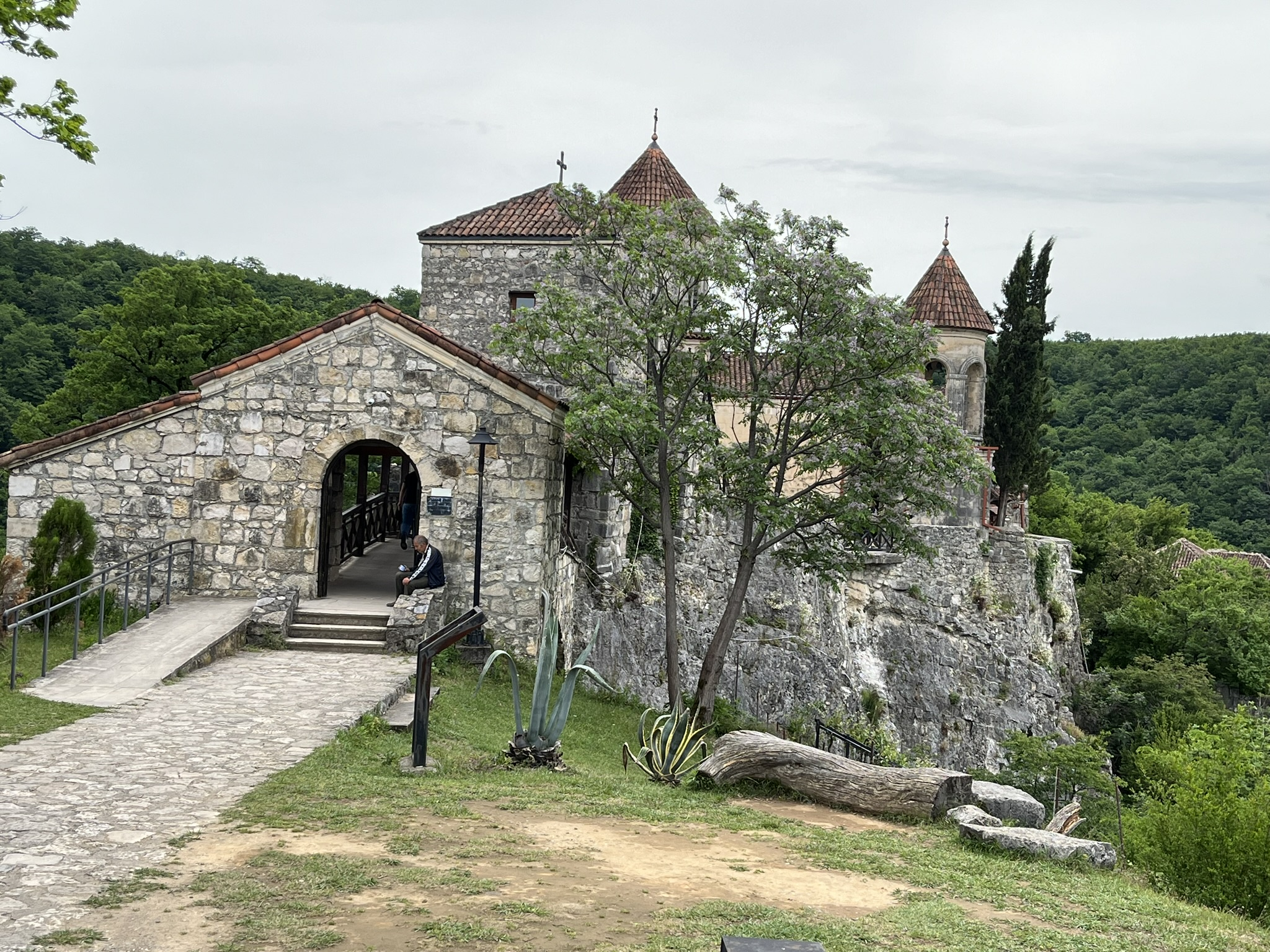
Ansicht des Klosters
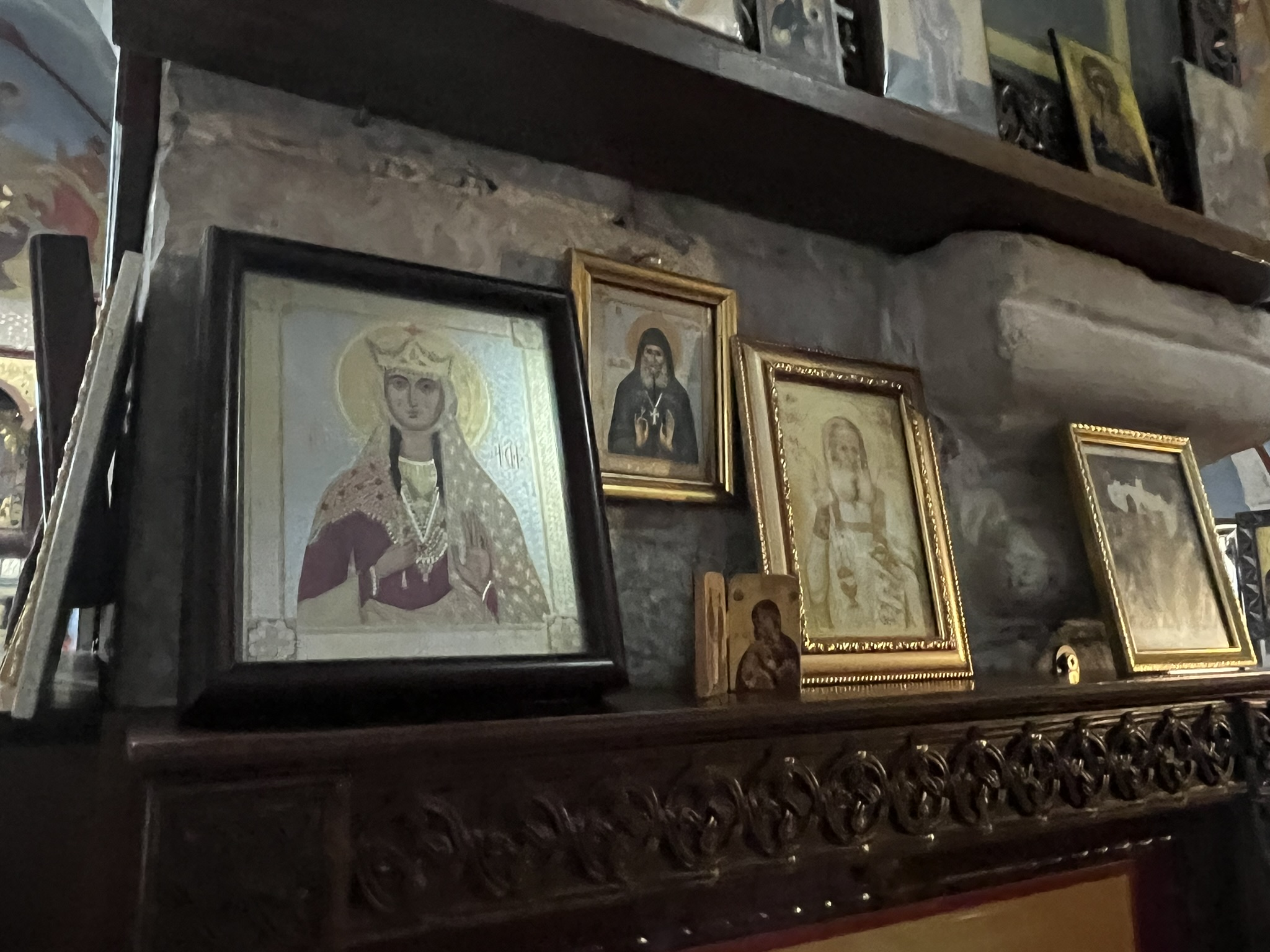
Ikonen
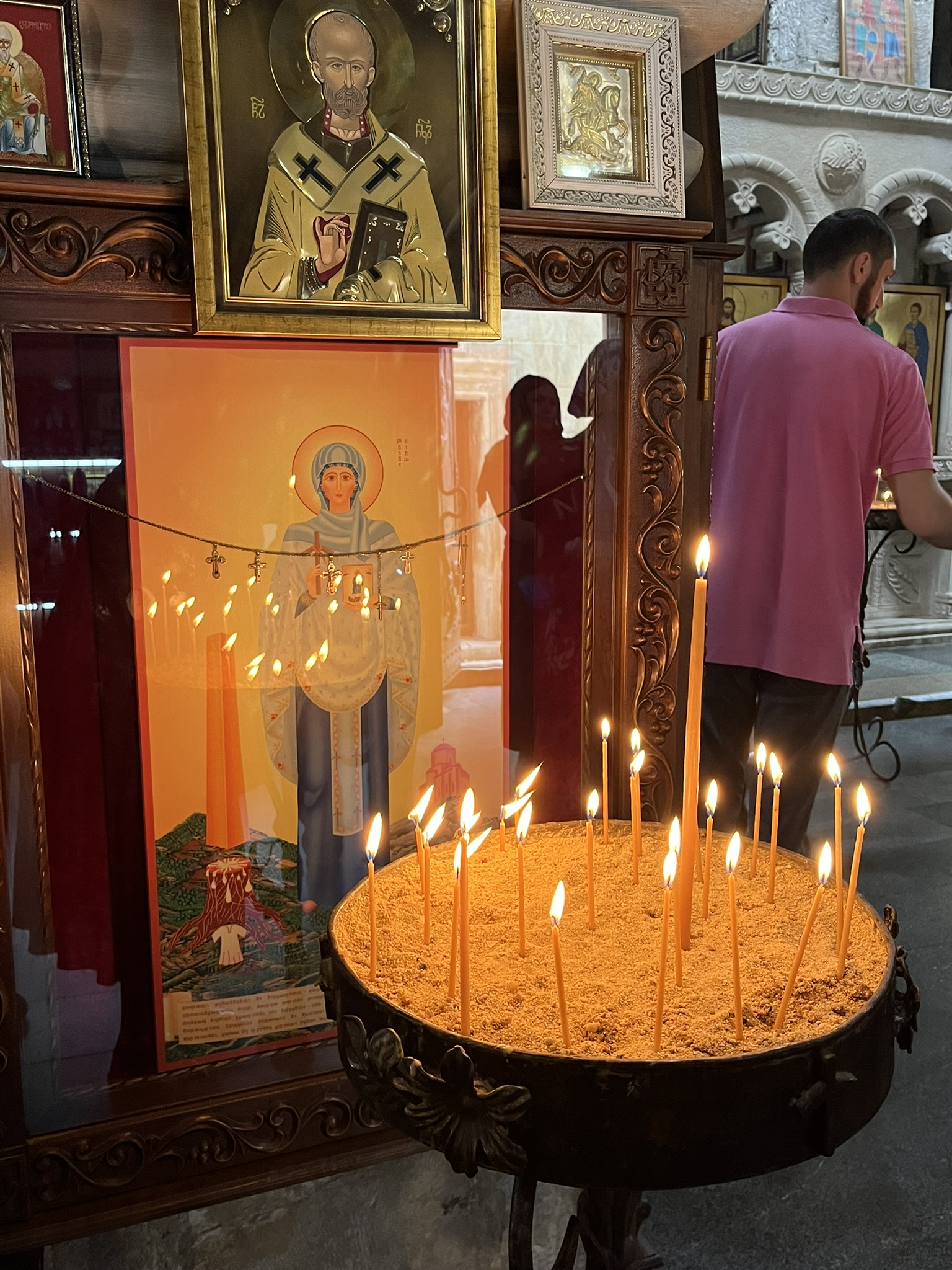
Innenraum
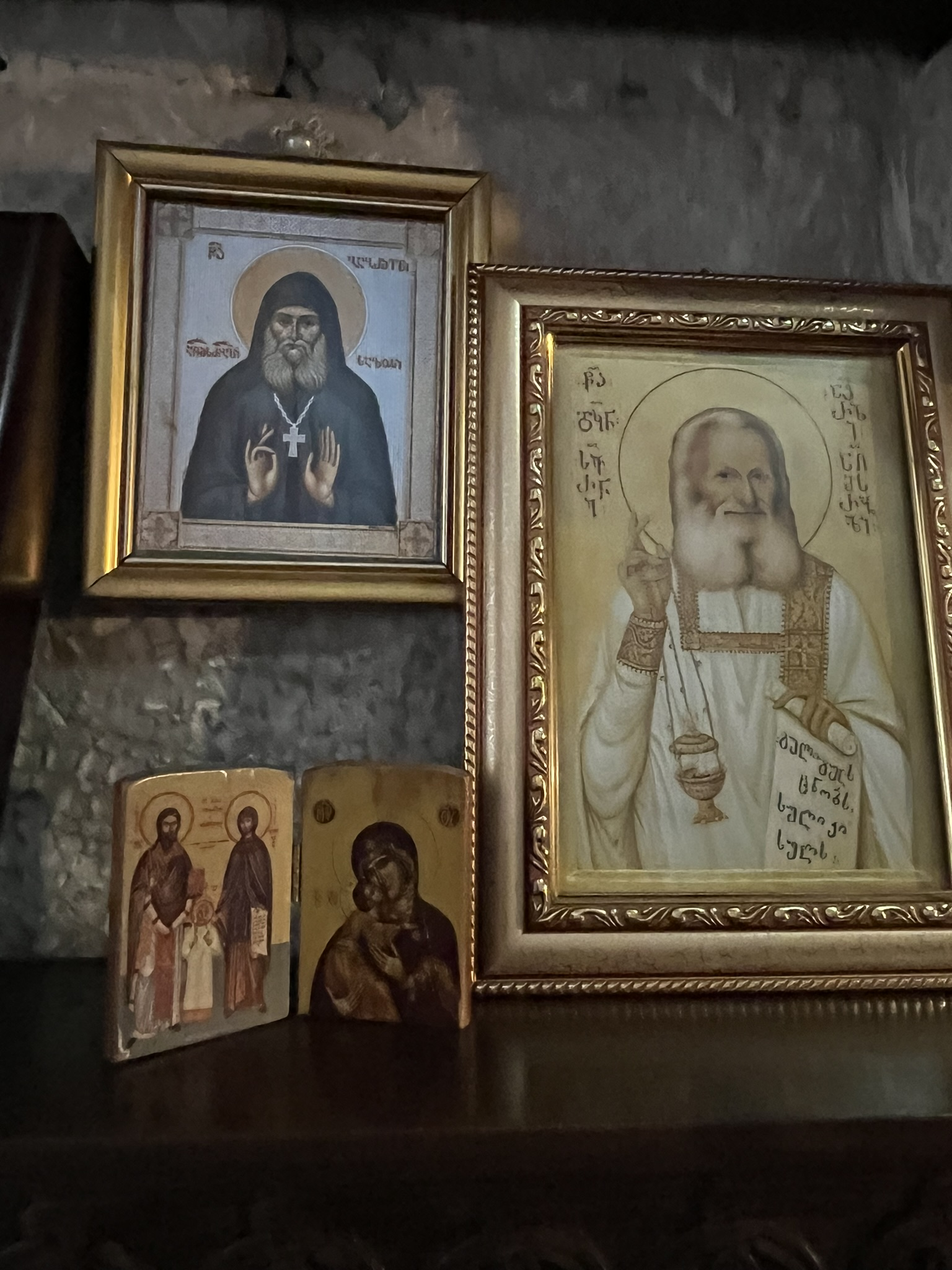
Weitere Ikonen
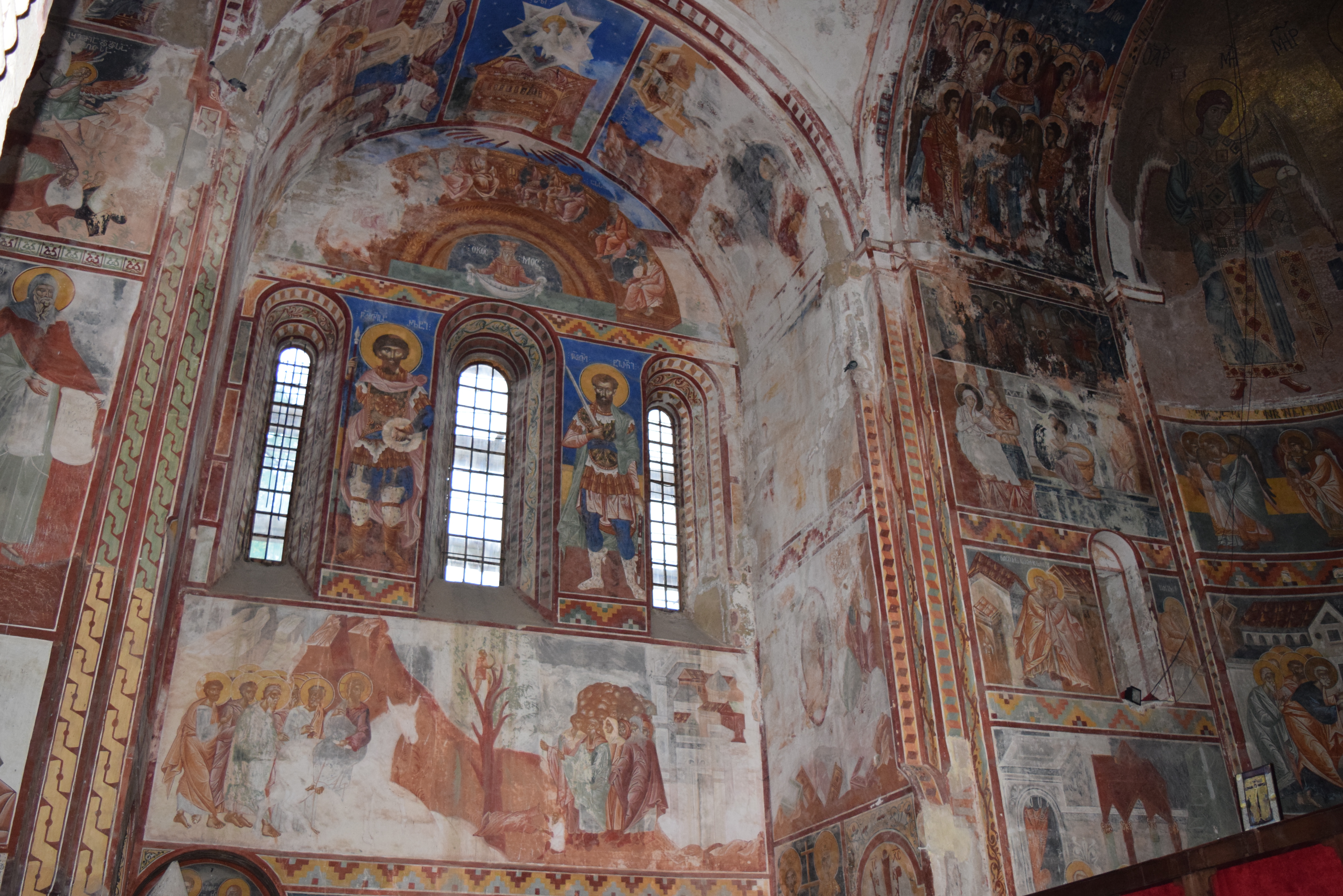
Fresken
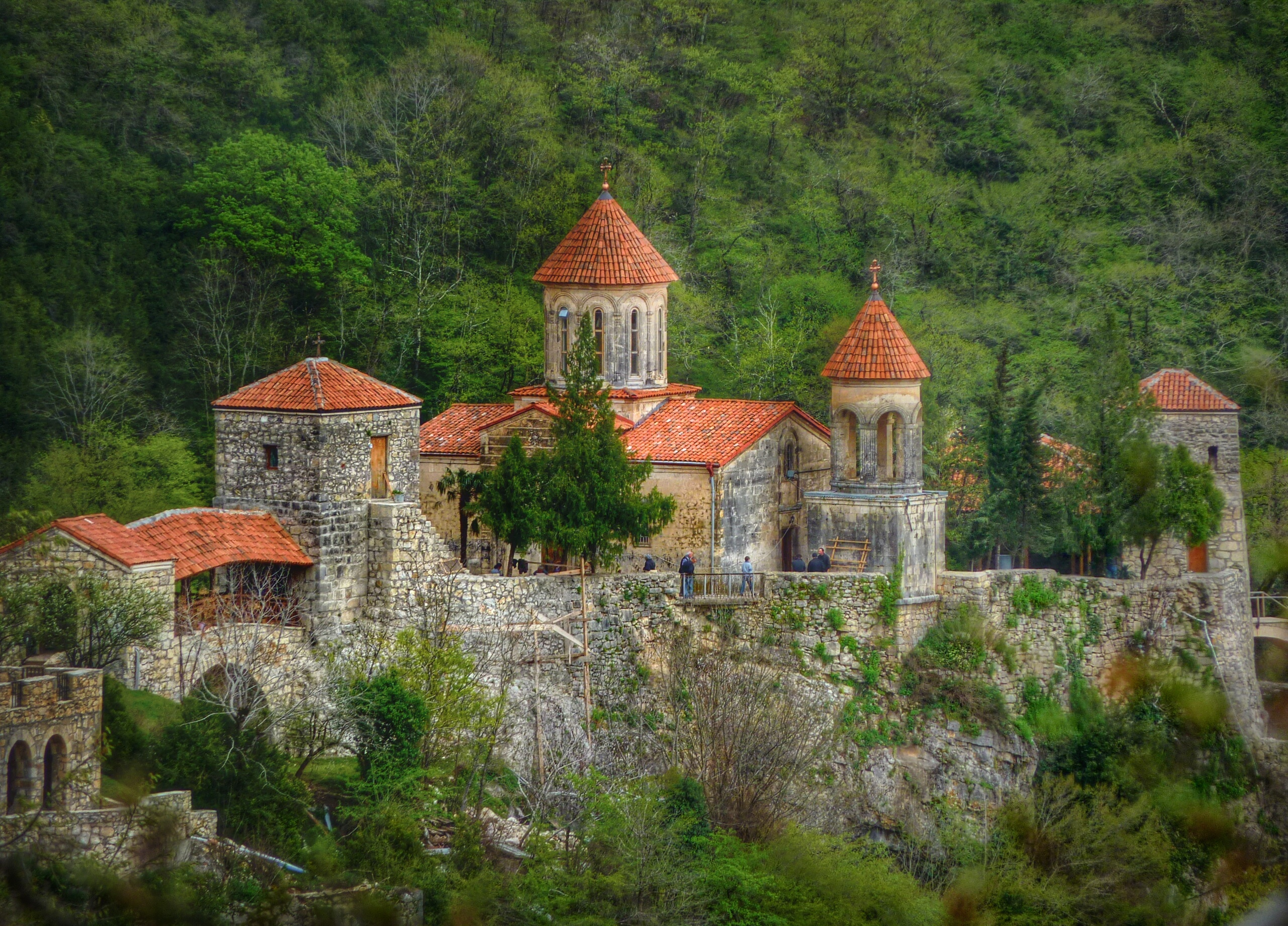
Gesamtansicht

## Geschichte und Ursprung
An der Stelle des Klosters befand sich schon im 5. Jhd. die Festung Zchalzitel, zu der eine Kirche gehört. Im Jahr 735 führten die Fürstensöhne David und Konstantin Mcheidse von hier eine Streitmacht gegen die arabischen Eroberungstruppen von Marwan ibn Mohammed an. Die Christen wurden geschlagen und die Brüder gefangen genommen. Den beiden Heerführern wurde Freiheit angeboten, wenn sie zum Islam konvertierten. Der Legende nach lehnten beide auch unter Folter dies ab und die zerstückelten Leichen wurden in den Fluss geworfen. Die Bevölkerung barg die Leichenteile aus dem Zkalzitela und setzte sie in der Kirche der Festung bei. König Bagrat IV. ließ im 11. Jhd. auf den Ruinen der Festung die heutige Kirche mit Kloster zum Gedenken an die Märtyrer erbauen. Es finden sich aber auch Stimmen, die die Gründung dreihundert Jahre später König Bagrat V. zuschreiben.
Am 20. April 1923 wurde das Kloster im Rahmen der antireligiösen Kampagnen in der UdSSR geschlossen. Alle Reliquien und Kunstgegenstände wurden in Museen in Kutaissi verbracht, von wo sie 1954 nach der Wiedereröffnung der Anlage wieder an Ort und Stelle geschafft wurden. Das Kloster ist heute als Pilger- und Hochzeitsstädte beliebt.

## Volksglaube
Um einen innigen Wunsch erfüllt zu bekommen, so die Überlieferung, muss unter dem Seitenaltar auf allen Vieren hindurchgekrochen werden, eine kurze Treppe erklommen werden und die Abdeckung, unter der die Schädel der Brüder als Reliquien liegen, geküsst werden. Dieser Vorgang ist dreimal zu wiederholen.